# Carl Johan Thyselius
Carl Johan Thyselius (Österhaninge, 8 de juny de 1811 - Estocolm, 11 de gener de 1891), polític suec, primer ministre del seu país entre 1883 i 1884.
Era fill del vicari i després bisbe Pehr Thyselius i de Christina Margareta Bergsten. Com era típic en el seu temps, després d'una formació en administració en la Universitat d'Uppsala, va combinar una reeixida carrera de posicions oficials d'alt nivell amb importants destinacions polítiques. Entre altres càrrecs, va ser integrant de la Cort Suprema de Justícia en 1856-1860, ministre de l'Església (equivalent a Educació) en 1860-1863, president del Kammarkollegium en 1864-1875 i ministre del Departament Civil (responsable del comerç, la indústria i el transport marítim) en 1875-1880.
Després de la renúncia de Arvid Posse en 1883, Thyselius es va convertir el 13 de juny, a contracor, en primer ministre, a comanda del rei Oscar II, per un any, fins al 16 de maig de 1884. D'aquesta manera, es va convertir en el primer serf a arribar a ser primer ministre de Suècia. Va ser a més el de major edat en aquell moment, ja que tenia 72 anys en accedir al càrrec.
Casat en 1848 amb Charlotta Melart, va tenir una filla.